# Beatrix Brabantská
Beatrix Brabantská (1225 – 1288) byla durynská lantkraběnka a flanderská hraběnka.

## Život
Narodila se jako druhá dcera brabantského vévody Jindřich II. a Marie, dcery římského krále Filipa Švábského. Roku 1241 se stala třetí manželkou durynského lantkraběte Jindřicha Raspeho a po šesti letech v únoru 1247 ovdověla. V listopadu téhož roku se provdala za Viléma z Dampierre, syna a dědice flanderské hraběnky Markéty. Vilém se krátce po sňatku vydal společně s francouzským králem Ludvíkem IX. na křížovou výpravu a z egyptského zajetí se vrátil roku 1250. V létě 1251 zemřel pod koňskými kopyty na turnaji.
Bezdětná Beatrix jej přežila o více než třicet let, zbytek života zasvětila modlitbám a mecenášství. Zemřela roku 1288 a byla pohřbena po Vilémově boku v cisterciáckém klášteře Marquette.